# 家地川站
家地川站（日语：／ Iejigawa eki */?）是一位於日本高知縣高岡郡四萬十町家地川、隸屬於四國旅客鐵道（JR四國）的鐵路車站。車站編號為G28。
車站位處山谷地區，附近大部份皆為農地，民居稀疏，再加上附近的町立家地川小學已於2011年和其他小學合併而殺校，令使用量一直極低。

## 車站結構

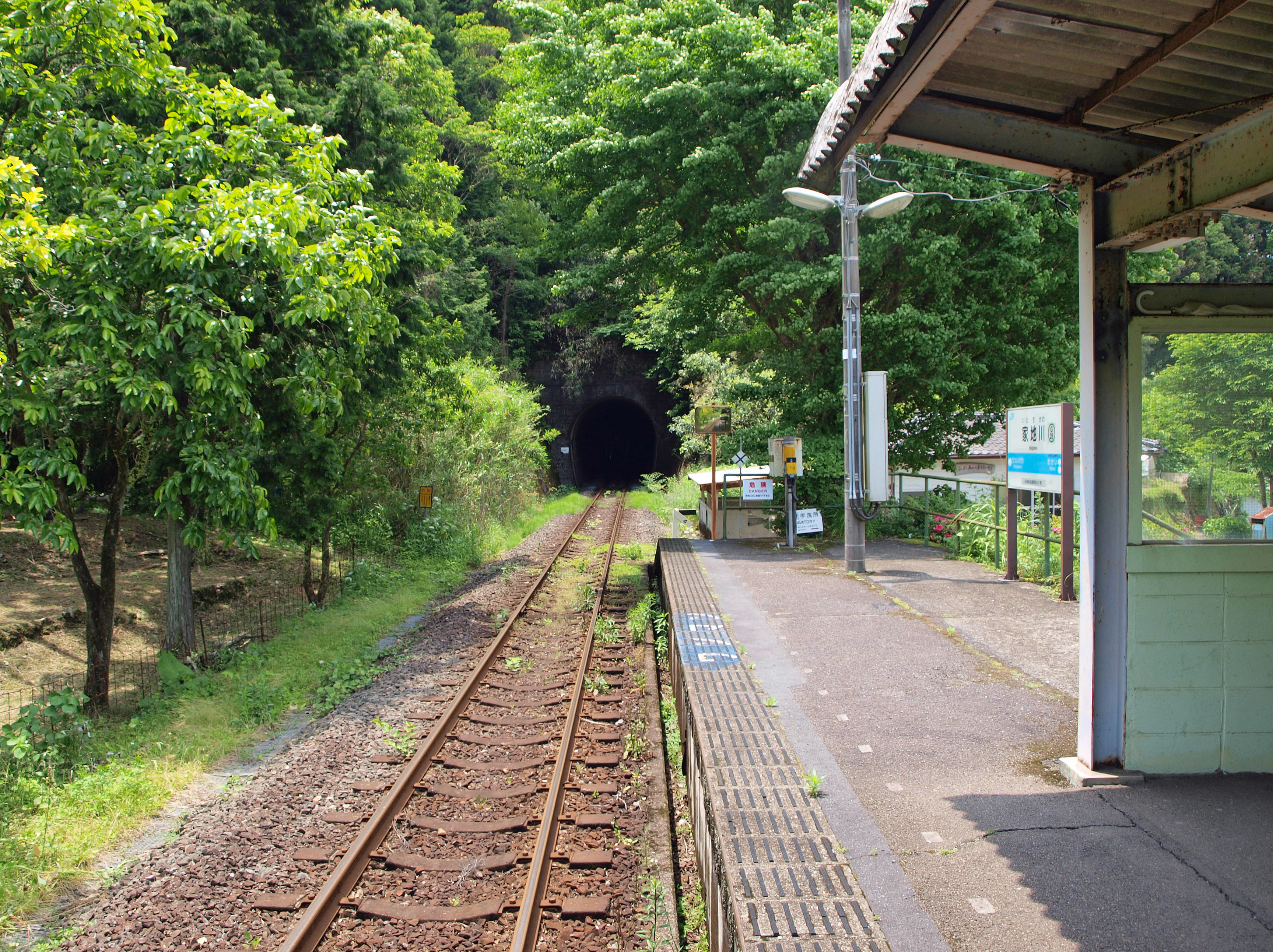
月台上近攝往江川崎方向的隧道。

本站為簡易車站模式，不設站舍，只在並在月台上設置有蓋候車亭，並以短樓梯連接路面及月台。出入口設於近江川崎站方向，設有公眾電話亭及單車停泊處。亦設有公共洗手間。
月台以鐵架搭成，有效長度為3輛。列車靠站時，往窪川站方向為左邊車門打開，往江川崎站方向，則以右邊車門上落。

### 月台配置
| 路線     | 方向     | 目的地             |
| -------- | -------- | ------------------ |
| ■ 予土線 | （下行） | 江川崎、宇和島方向 |
| ■ 予土線 | （上行） | 窪川方向           |

## 歷史
- 1974年3月1日：路線伸延至若井站時開業。
- 1987年4月1日：日本國鐵分割民營化，車站的營運由JR四國繼承。

## 使用狀況
根據國土交通省「國土數值情報」，本站有多年均使用人數少於1人而被標示為「資料欠奉」，以下為1日平均上下車人次：
| 年度 | 1日平均 乘車人次 | 1日平均 乘車人次 |
| ---- | ---------------- | ---------------- |
| 2011 | 2                |                  |
| 2012 | 0                |                  |
| 2013 | 2                |                  |
| 2014 | 2                |                  |
| 2015 | 2                |                  |
| 2016 | 0                |                  |
| 2017 | 2                |                  |
| 2018 | 2                |                  |
| 2019 | 4                |                  |
| 2020 | 2                |                  |
| 2021 | 2                |                  |
| 2022 | 0                |                  |

## 相鄰車站
四國旅客鐵道（JR四國）
■予土線
若井（G27）－（川奧信號場）－家地川（G28）－打井川（G29）

## 外部連結
- JR四國家地川站